# Gunnared (stadsdelsnämndsområde)
Gunnared var ett stadsdelsnämndsområde i Göteborgs kommun under åren 1989–2010, vilket den 1 januari 2011 gick upp i stadsdelsnämndsområdet Angered.
Gunnareds stadsdelsnämndsområde omfattade primärområdena 601 Lövgärdet, 602 Rannebergen, 603 Gårdstensberget och 604 Angereds Centrum.
Nyckeltalen redovisar statistik som beskriver Göteborg och dess 96 delområden, primärområden, per den 31 december och kan användas för att jämföra de olika områdena. Nedan redovisas uppgifter för primärområdet och jämförelse görs mot uppgifterna för hela kommunen.
|                                     | Gunnared   | Hela Göteborg |
| ----------------------------------- | ---------- | ------------- |
| Folkmängd                           | 22 593     | 500 181       |
| Andel födda i utlandet              | 50,0 %     | 21,4 %        |
| Medelinkomst                        | 169 400 kr | 235 100 kr    |
| Andel familjer med försörjningsstöd | 17,0 %     | 6,3 %         |
| Arbetslöshet                        | 6,2 %      | 3,0 %         |
| Andel bostäder byggda 1971–1980     | 78,2 %     |               |
| Andel bostäder i allmännyttan       | 64,6 %     | 27,7 %        |

| Befolkningsutvecklingen i stadsdelsnämndsområdet 1990–2008 | Befolkningsutvecklingen i stadsdelsnämndsområdet 1990–2008 | Befolkningsutvecklingen i stadsdelsnämndsområdet 1990–2008 | Befolkningsutvecklingen i stadsdelsnämndsområdet 1990–2008 | Befolkningsutvecklingen i stadsdelsnämndsområdet 1990–2008 |
| ---------------------------------------------------------- | ---------------------------------------------------------- | ---------------------------------------------------------- | ---------------------------------------------------------- | ---------------------------------------------------------- |
|                                                            |                                                            |                                                            |                                                            |                                                            |
| År                                                         |                                                            |                                                            | Invånare                                                   |                                                            |
| 1990                                                       | 1990                                                       |                                                            | 20 572                                                     | 20 572                                                     |
| 1995                                                       | 1995                                                       |                                                            | 20 039                                                     | 20 039                                                     |
| 2000                                                       | 2000                                                       |                                                            | 20 163                                                     | 20 163                                                     |
| 2005                                                       | 2005                                                       |                                                            | 21 628                                                     | 21 628                                                     |
| 2006                                                       | 2006                                                       |                                                            | 22 016                                                     | 22 016                                                     |
| 2007                                                       | 2007                                                       |                                                            | 22 227                                                     | 22 227                                                     |
| 2008                                                       | 2008                                                       |                                                            | 22 593                                                     | 22 593                                                     |
| Källa: Statistisk Årsbok Göteborg 2010                     |                                                            |                                                            |                                                            |                                                            |